# Elliott See

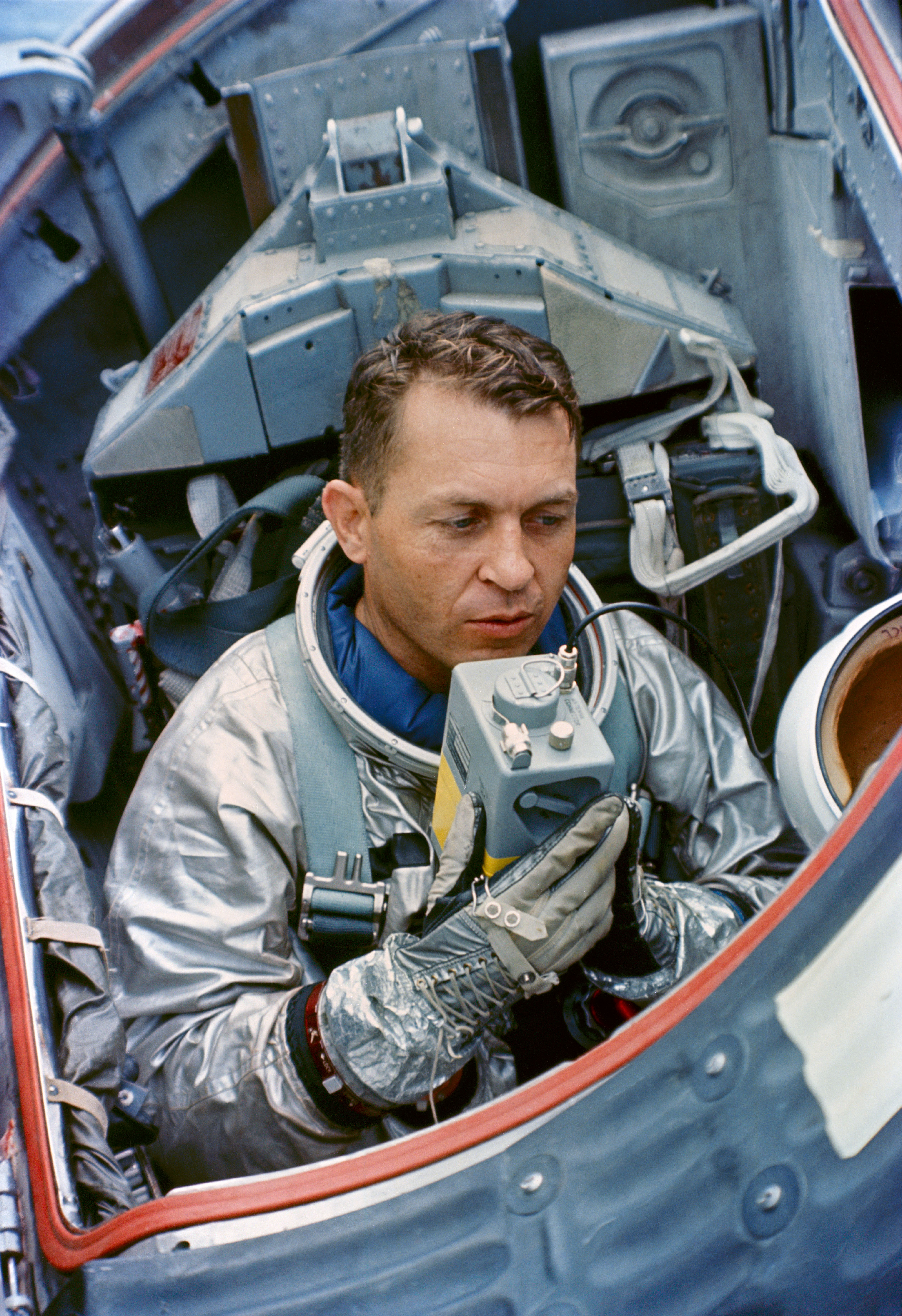
Astronauta NASA Elliot See, pilot załogi rezerwowej Gemini 5, wewnątrz statku kosmicznego Gemini Static Article 5, przed szkoleniem w zakresie wyjścia z wody w Zatoce Meksykańskiej

Elliott McKay See Jr. (ur. 23 lipca 1927 w Dallas, stan Teksas, zm. 28 lutego 1966 w Saint Louis, stan Missouri) – amerykański astronauta, inżynier, pilot doświadczalny.

## Wykształcenie oraz służba wojskowa
- 1949 – ukończył Amerykańską Akademię Marynarki Handlowej (United States Merchant Marine Academy), uzyskując licencjat. Tytuł magistra zdobył na Uniwersytecie Kalifornijskim w Los Angeles.
- 1949–1953 – pracował w General Electric Company jako inżynier zajmujący się badaniami lotniczymi, jako szef grupy i pilot doświadczalny.
- 1953–1956 – służył jako pilot lotnictwa morskiego USA.
- 1956–1962 – powrócił do pracy w General Electric Company. Był wiodącym pilotem doświadczalnym podczas prób silnika J79-8 do samolotu F4H. Latał na samolotach F-86, XF4D, F-104, F11F-1F, RB-66, F4H i T-38.

Do momentu zaliczenia go do oddziału astronautów NASA wylatał ponad 3900 godzin, z czego ponad 3000 na samolotach z napędem odrzutowym. Był członkiem międzynarodowego Towarzystwa Pilotów Doświadczalnych (Society of Experimental Test Pilots).

## Kariera astronauty
- 17 września 1962 – został wybrany do drugiej grupy astronautów NASA (NASA 2(inne języki)).
- 1965 – był dublerem pilota misji Gemini 5 – Charlesa Conrada. Później wyznaczono go dowódcą lotu Gemini 9. Wraz z nim miał lecieć Charles Bassett.
- 28 lutego 1966 – Elliot See i Charles Bassett zginęli w katastrofie lotniczej. Samolot T-38, którym obaj lecieli rozbił się podczas mgły o budynek firmy McDonnell Aircraft Corporation, gdy podchodził do lądowania na lotnisku w Saint Louis.

Elliott See został pochowany na Narodowym Cmentarzu w Arlington.